# Vint Cerf
Vint Gray Cerf, född 23 juni 1943 i New Haven i Connecticut, är en amerikansk datavetare och ingenjör, känd som en av internets skapare tillsammans med Bob Kahn.
Cerf tog 1965 en bachelorexamen i matematik vid Stanford University. Efter en tid som systemingenjör vid IBM tog han 1970 en masterexamen i datalogi vid University of California at Los Angeles (UCLA) följt av en doktorsexamen i samma ämne 1972. Han återvände därefter till Stanford och institutionen för datavetenskap och elektroteknik, där han senare blev professor.
Under sin tid vid UCLA arbetade Cerf vid Leonard Kleinrocks laboratorium, under ledning av doktorandkollegan Stephen Crocker, och var där inblandad i ett projekt som skrev ett kommunikationsprotokoll (NCP) för ARPANET, som var det första datornätverket baserat på paketförmedling, en teknik som skapats av Donald Davies. UCLA var en av fyra ursprungliga nätverksnoder i ARPANET. Cerf arbetade också med programvara som testade ARPANETs prestanda. När han arbetade med NCP träffade han elektroteknikern Kahn som vid denna tid var seniorforskare vid Bolt Beranek & Newman. 1972 började Kahn vid DARPAs Information Processing Techniques Office (IPTO) där han verkade för att skapa ett nätverk av paketförmedlande nätverk som senare blev Internet. 1973 kontaktades Cerf av Kahn eftersom han ville ha hjälp med att designa det nya nätverket. Cerf och Kahn tog därefter fram en preliminär version av det de kallade ARPA Internet och publicerade en artikel om detta 1974. Cerf började 1976 vid IPTO för att leda nätverksprojektet. Tillsammans med bidrag från många kollegor finansierade av DARPA utvecklade de nätverksprotokollet TCP/IP (Transmission Control Protocol/Internet Protocol) som separerade felkontroll av paketen (Transmission Control Protocol) från kommunikationsprotokollet som hanterade domäner och destinationer (Internet Protocol).
Cerf lämnade DARPA 1982 för en ledande position i företaget MCI Communications (som hette Worldcom från 1998 till 2003), där han fortsatte att verka för att Internet skulle bli ett allmänt tillgängligt medium. Vid MCI ledde han arbetet med att utveckla och lansera MCI Mail, det första kommersiella e-post-systemet som var anslutet till Internet. 1986 började Cerf vid Corporation for National Research Initiatives (CNRI), en icke vinstdrivande organisation i Reston, Virginia som Kahn hade skapat för att utveckla nätverksbaserad informationsteknologi. Cerf var också ordförande för Internet Society från 1992 till 1995. 1994 återvände Cerf till MCI och från 2000 till 2007 var han ordförande för Internet Corporation for Assigned Names and Numbers (ICANN). 2005 lämnade Cerf MCI för en befattning som “chief Internet evangelist” vid Google.
Cerf och Kahn tilldelades 2004 Turingpriset, som är den mest prestigefyllda utmärkelsen inom datavetenskap, för deras pionjärinsatser inom Internet.

## Utmärkelser
- ACM Software System Award,  1991[8]
- IEEE Koji Kobayashi Computers and Communications Award, för Transmission Control Protocol och Internet Protocol, med  Bob Kahn,  1992[9]
- EFF Award,  1993
- ACM Fellow,  1994[10]
- IEEE Alexander Graham Bell-medaljen,  1997[11]
- National Medal of Technology and Innovation,  1997[12]
- Marconi-priset,  1998
- Hedersdoktor vid Luleå tekniska universitet,  1998[13]
- Hedersdoktor vid Balearernas universitet,  19 februari 1998[14]
- Hedersdoktor vid ETH Zürich,  november 1998[15][16]
- Hedersdoktor vid Rovira i Virgili-universitetet,  22 maj 2000[17]
- Charles Stark Draper-priset,  2001
- Paul Evan Peters Award,  2002[18]
- Prinsessan av Asturiens pris för teknisk och vetenskaplig forskning, med  Tim Berners-Lee, Bob Kahn och Lawrence Roberts,  2002[19]
- Turingpriset, med  Bob Kahn,  2004[20][21]
- Presidentens frihetsmedalj,  2005[22]
- Kyrillos och Methodios-orden,  2006[23][24]
- National Inventors Hall of Fame,  2006[25]
- Japanpriset,  2008
- Hedersdoktor vid Moskvas statliga institut för internationella relationer,  2010[26][27]
- Harold Pender-utmärkelsen,  2010[28]
- OII Lifetime Achievement Award,  2011
- Internet Hall of Fame,  2012[29]
- Drottning Elizabeth-priset i ingenjörsvetenskap, med  Tim Berners-Lee och Marc Andreessen,  2013
- Officer av Hederslegionen,  2014
- Utländsk ledamot av Royal Society,  2016[30][31]
- Kataloniens internationella pris,  2018[32][33]
- Benjamin Franklin-medaljen,  2018
- IEEE Medal of Honor,  2023[34]
- IEEE Fellow

[Redigera Wikidata]